# Meunasah Bak U
Meunasah Bak U is een bestuurslaag in het regentschap Aceh Besar van de provincie Atjeh, Indonesië. Meunasah Bak U telt 302 inwoners (volkstelling 2010).